# Етіґо-дзьофу
Етіґо-дзьофу (яп. 越後上布) — це тканина з Етіґо, Японія, яка внесена до списку важливих культурних цінностей країни в 1955 році та до списку нематеріальної культурної спадщини людства ЮНЕСКО з 2009 року. Вона виготовлена з тонкого луб'яного волокна рослини рамі (Boehmeria nivea), яку також називають коноплею, хоча й не безпосередньо пов'язані з коноплею. Після того, як її виткали на ткацькому верстаті джібата (яп. 地機), тканину розстеляють на снігових полях (юкі-зараші), де ультрафіолетове світло сонця створює озон і відбілює її. Тканина використовується для виготовлення літніх кімоно та іншого традиційного одягу, подушок і постільної білизни.

## Подальше читання
- Rinne, Melissa M. (2007), Preserving Echigo Jofu and Nara Sarashi: Issues in Contemporary Bast Fiber Textile Production, у Hamilton, Roy W.; Milgram, B. Lynne (ред.), Material choices: refashioning bast and leaf fibers in Asia and the Pacific, Fowler Museum at UCLA, ISBN 9780974872988, LCCN 2006033706, OCLC 191890941 UW Press page